# Ardisia mawaiensis
Ardisia mawaiensis là một loài thực vật có hoa trong họ Anh thảo. Loài này được Furtado ex B.C.Stone mô tả khoa học đầu tiên năm 1982.